# الغرافي (تعز)
الغرافي هي إحدى قرى الجمهورية اليمنية. وهي تتبع جغرافيًا لمحافظة تعز. وإداريًا لمديرية المخاء. يبلغ تعداد سكانها 6147 نسمة حسب الإحصاء الذي جرى عام 2004.